# 惠普
惠烈－普克公司（英語：Hewlett-Packard Company），簡稱惠普，是總部位於美國加州帕羅奧圖的跨國科技公司。其主要研發、生產及銷售電腦關聯產品，包括筆記型電腦、一體機、桌上型電腦、平板電腦、智慧型手機、行動網路、掃描器、列印與耗材、投影機、數位產品、電腦周邊、智慧電視和服務產品。

## 歷史

1941年至1964年所用商標

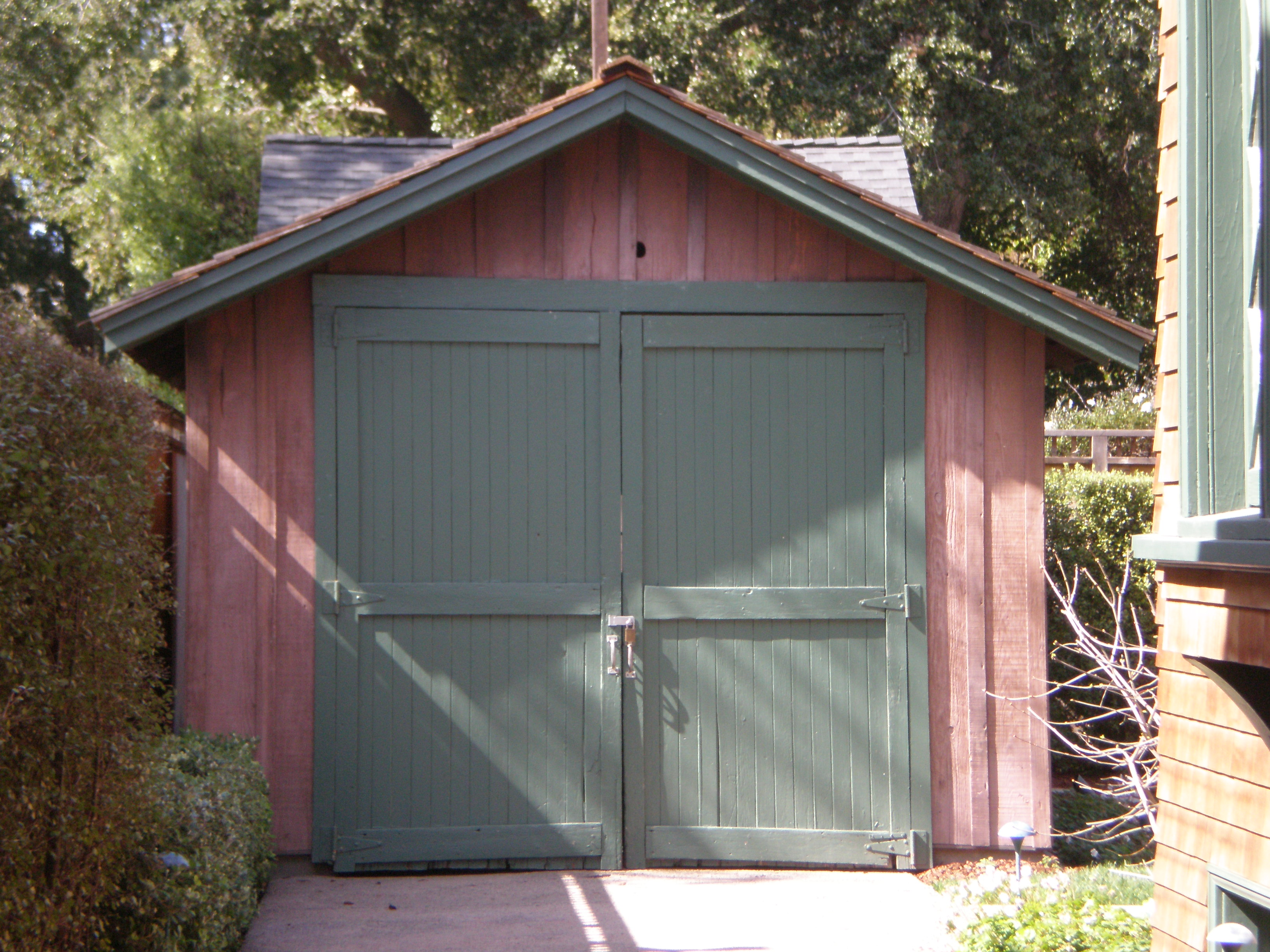
在加利福尼亞州帕羅奧多的惠普車庫

惠普公司是由威廉·惠利特及大衛·普克德二位斯坦福大學畢業生於1939年經濟大蕭條期間在教授Frederick Terman鼓勵下所創辦。他們於美國加利福尼亞州帕羅奧多附近自家的車庫以約合當前(2021)一萬美金的資金啟動創業，因此有「車庫創業」之稱。該車庫亦被譽為「矽谷發源地」而保留下來成為加州政府指定的加州歷史地標與美國聯邦政府列入之國家史蹟名錄。
1999年，惠普公司將醫療、量測儀器等不屬於資訊科技（IT）的事業分割成安捷倫科技；2002年5月1日，惠普公司以股东投票方式收购康柏電腦。
2006年7月25日，惠普公司宣布收购以测试软件WinRunner闻名的美科利公司。
2006年9月12日，在承认授权雇佣私家侦探调查董事会成员和记者的电话记录后，惠普公司董事长帕特里夏·邓恩宣布辞职，并由首席执行官马克·赫德接任董事长。
2008年8月26日，惠普公司以139亿美元收购EDS公司，一跃成为全球第二大IT服务公司。
2009年11月12日，惠普以27亿美元收购3Com，在电信领域开展与思科系统的竞争。
2010年4月29日，惠普以12亿美元收购Palm，加大移动手持设备领域的竞争。
2010年9月2日，惠普以20.7億美元收購數據儲存公司3Par。
2010年9月14日，惠普以15億美元收購安全軟體公司ArcSight。
2011年8月18日，惠普以117億美元收購自主企业（Autonomy Corporation）。
2011年8月18日，惠普公司宣布停止生產TouchPad平板電腦和webOS智能手機，並計劃將個人電腦業務變賣或分拆。
2011年10月28日，宣布將繼續保留個人電腦業務。
2011年12月9日，宣布WebOS開源。
2014年10月6日，惠普公司發表聲明，將公司拆分為兩間獨立上市公司，個人電腦與印表機事業改名為HP Inc. ，沿用原本惠普公司的企業識別、網域名稱與紐約證交所的股票代號HPQ；至於企業服務業務部門，包括伺服器、儲存、網路設備及顧問等企業導向的產品及服務，則獨立為HPE (Hewlett Packard Enterprise)。分割作業將在2015年完成。HPE由派崔西亞·魯索（Patricia Russo）擔任董事長、梅格·惠特曼任執行長；HP Inc.由Dion Weisler擔任執行長、梅格·惠特曼擔任董事長。HPE於2016年正式將官方中文公司名稱定名為「慧與科技」。
2015年3月，惠普宣布铂傲將成為該公司的新高級音頻合作夥伴。
2015年3月2日，惠普公司以27億美元收購無線網絡設備生產商“Aruba 網絡”（Aruba Networks）。
2015年5月23日，惠普公司以23億美元出售杭州華三通信技術有限公司51%股權給清華大學校办獨資控股的清華控股旗下集團紫光集團。
2015年6月9日，惠普同意支付1億美元和解2011年收購英國軟件公司Autonomy所引發的一起集體訴訟。惠普将賠償那些在2011年8月19日至2012年11月20日期間購買了惠普股票的投資者。
2016年5月25日，慧與科技（HPE）分拆旗下企業服務部門（HP Services），與Computer Sciences Corp.(CSC)電腦系統諮詢公司合併，創立一間年收入260億美元的資訊科技服務供應商。這項交易預期將給惠普企業股東帶來85億美元所得，其中包括新公司CSC HPE Enterprise Services50%的股份、15億美元股息，並承擔25億美元債務和其它負債。惠普企業分拆的服務業務包括惠普2008年以139億美元收購的電子數據系統。
2016年9月7日，英國Micro Focus以25億美元現金和合併後新公司Micro Focus的50.1%股權，合共斥資88億美元收購慧與科技旗下非核心軟件資產。
2016年9月12日，惠普公司以10.5億美元收購三星印表機業務。2017年11月，惠普正式收購完成。
2021年2月，惠普宣布以4億2500萬美元收購金士頓科技旗下電競周邊品牌HyperX。
2024年4月，惠普宣布与一级方程式法拉利车队签下多年合约，成为其冠名赞助商。

## 分公司
- 中国惠普有限公司：总部位于北京，属於中西合资经营企业，是惠普在中国大陆的附屬公司，在上海、广州、沈阳、南京、武汉、西安、成都、重庆和深圳设有分部。
- 惠普科技股份有限公司：总部位于台灣臺北市，是惠普在臺灣的分部[16]。2014年公司分割，更名為「慧與科技股份有限公司」負責企業產品與服務[17]，個人電腦與印表機等資訊產品由新成立的「台灣惠普資訊科技股份有限公司」接手經營[18]。

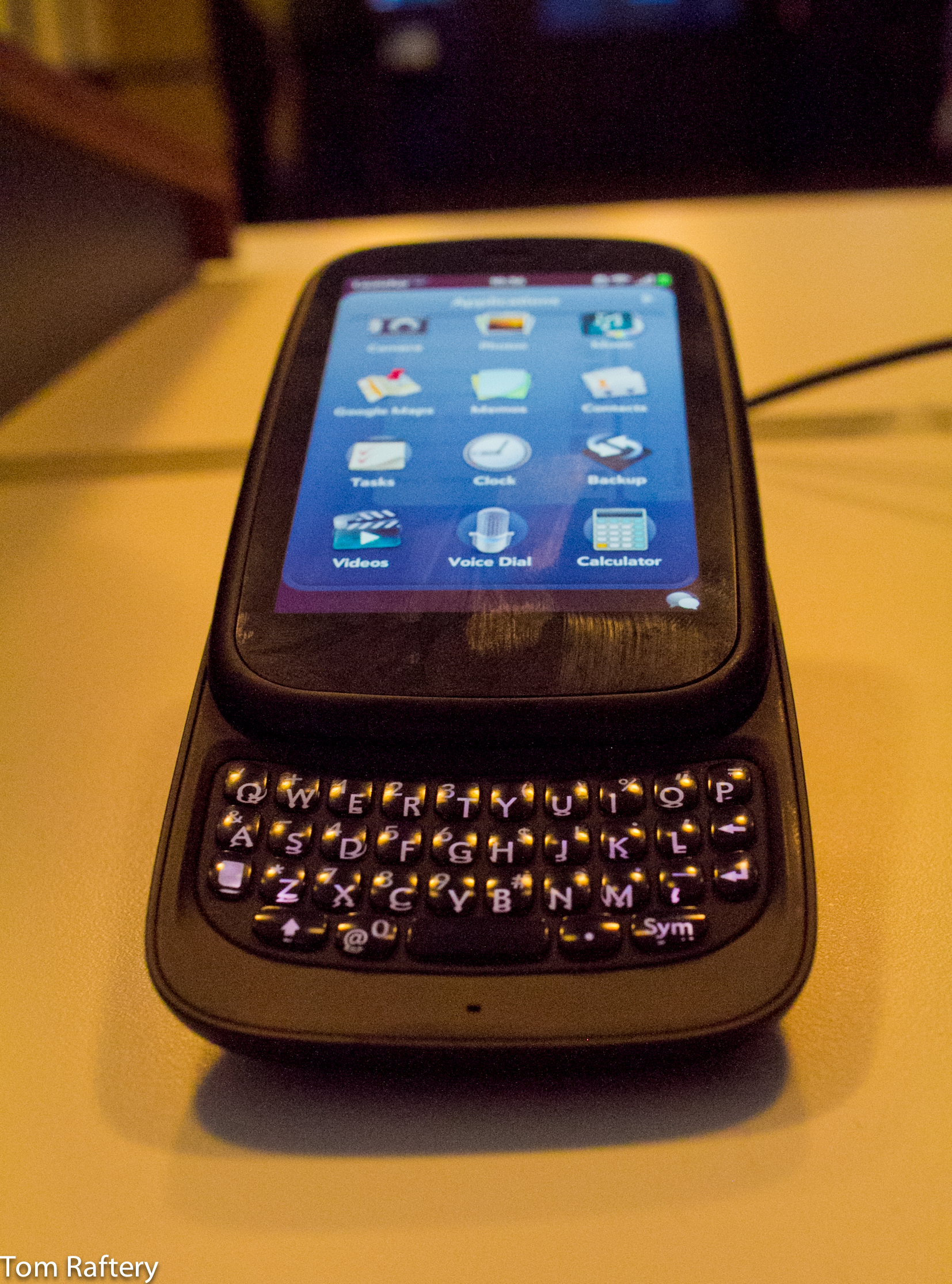
HP Pre3手機
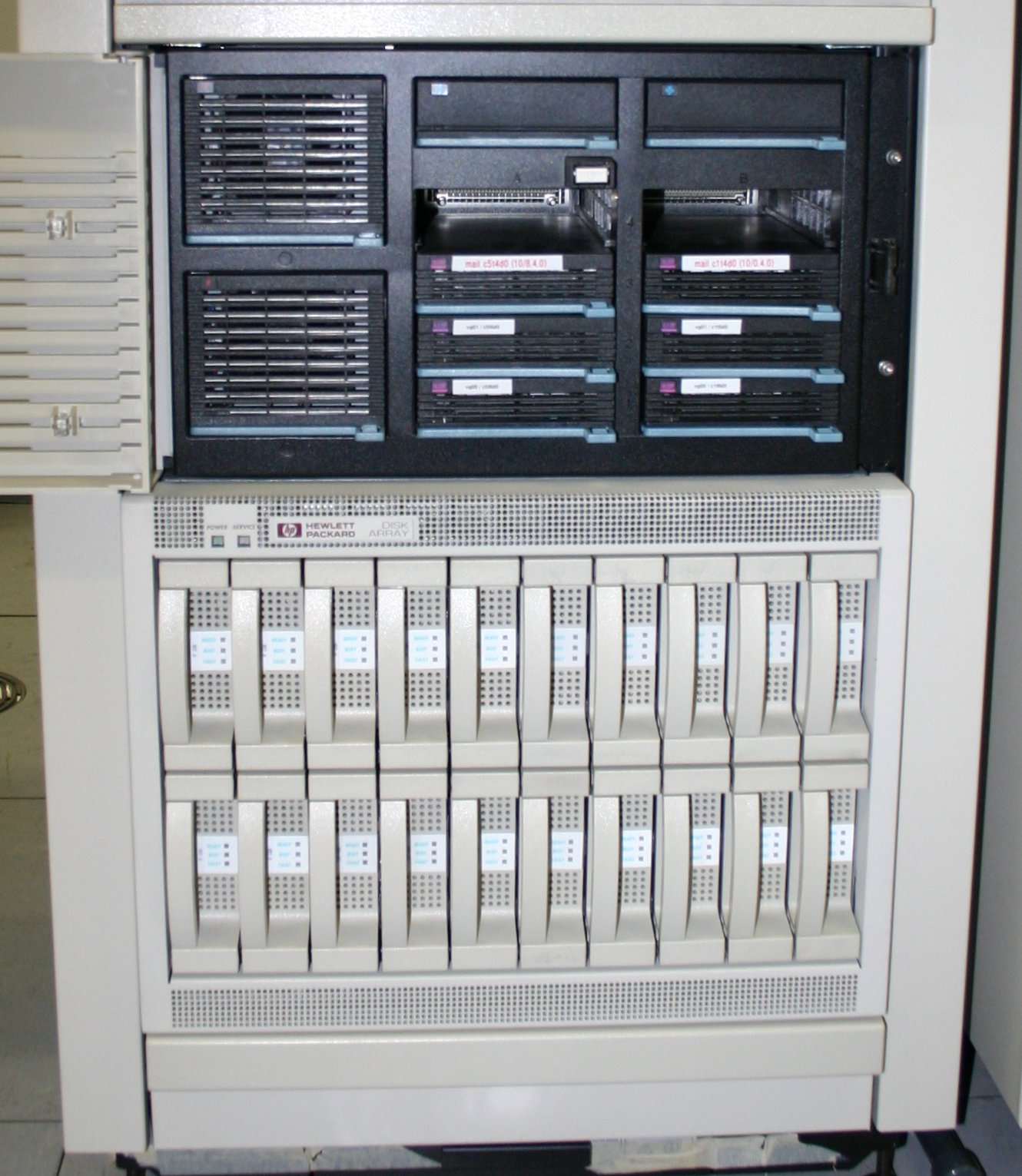
HASS磁碟陣列
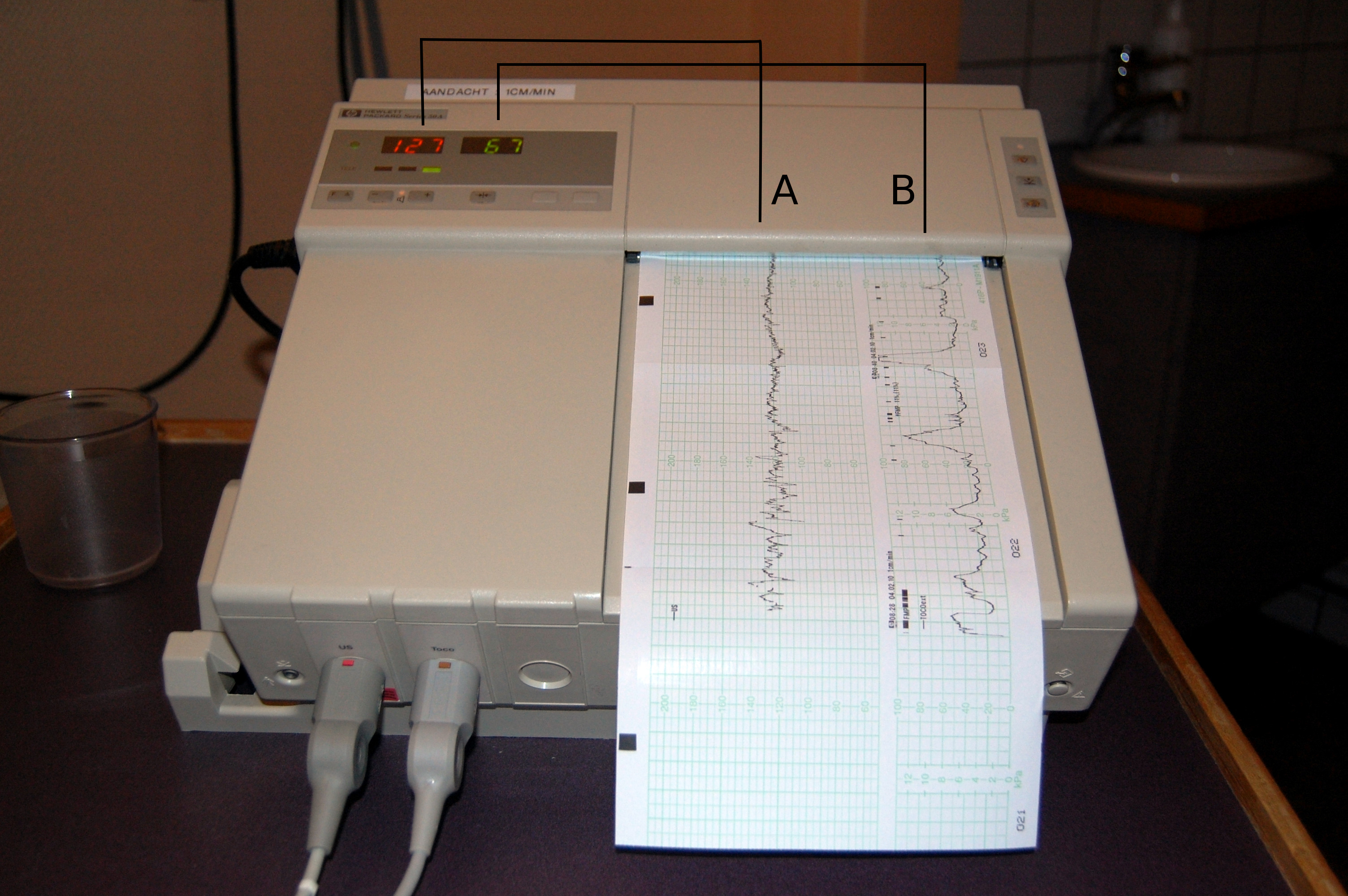
醫療用HP印表機
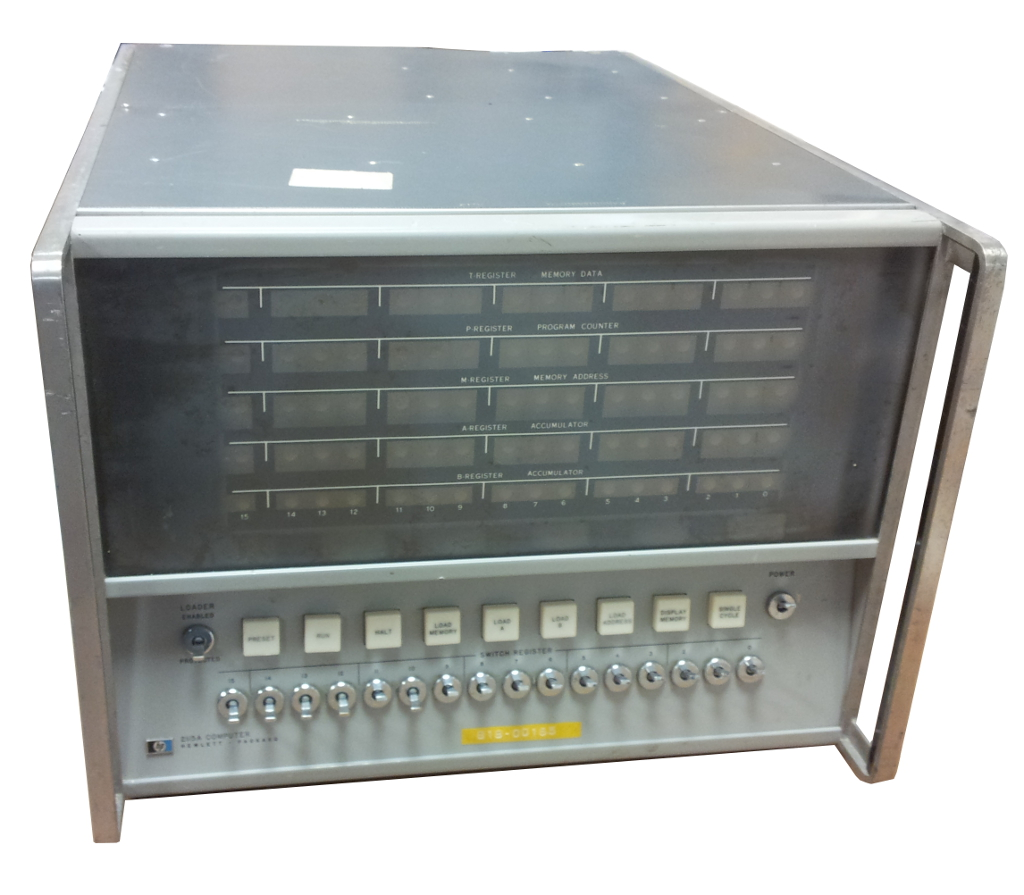
60年代2115A電腦
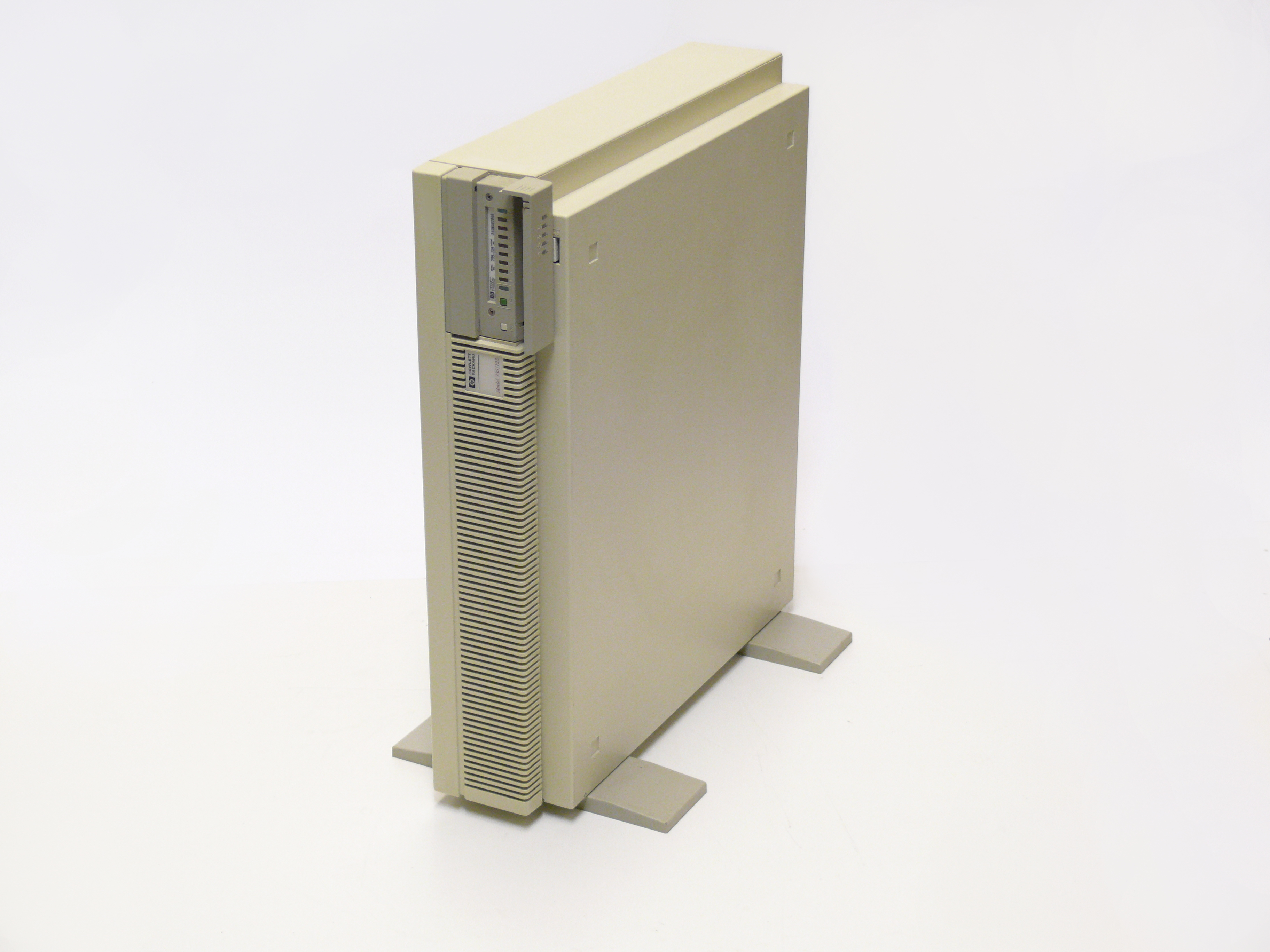
90年代的HP9000工作站
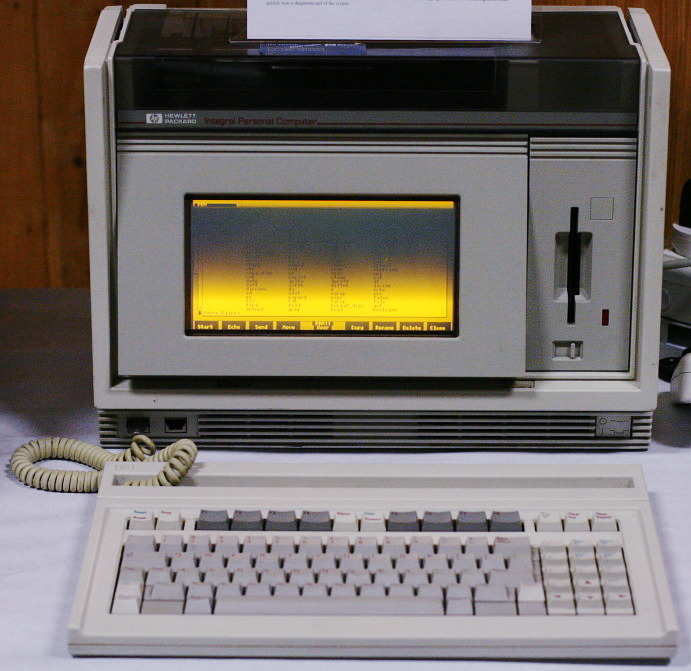
1984年的一體式電腦，印表機、螢幕、磁碟機集成
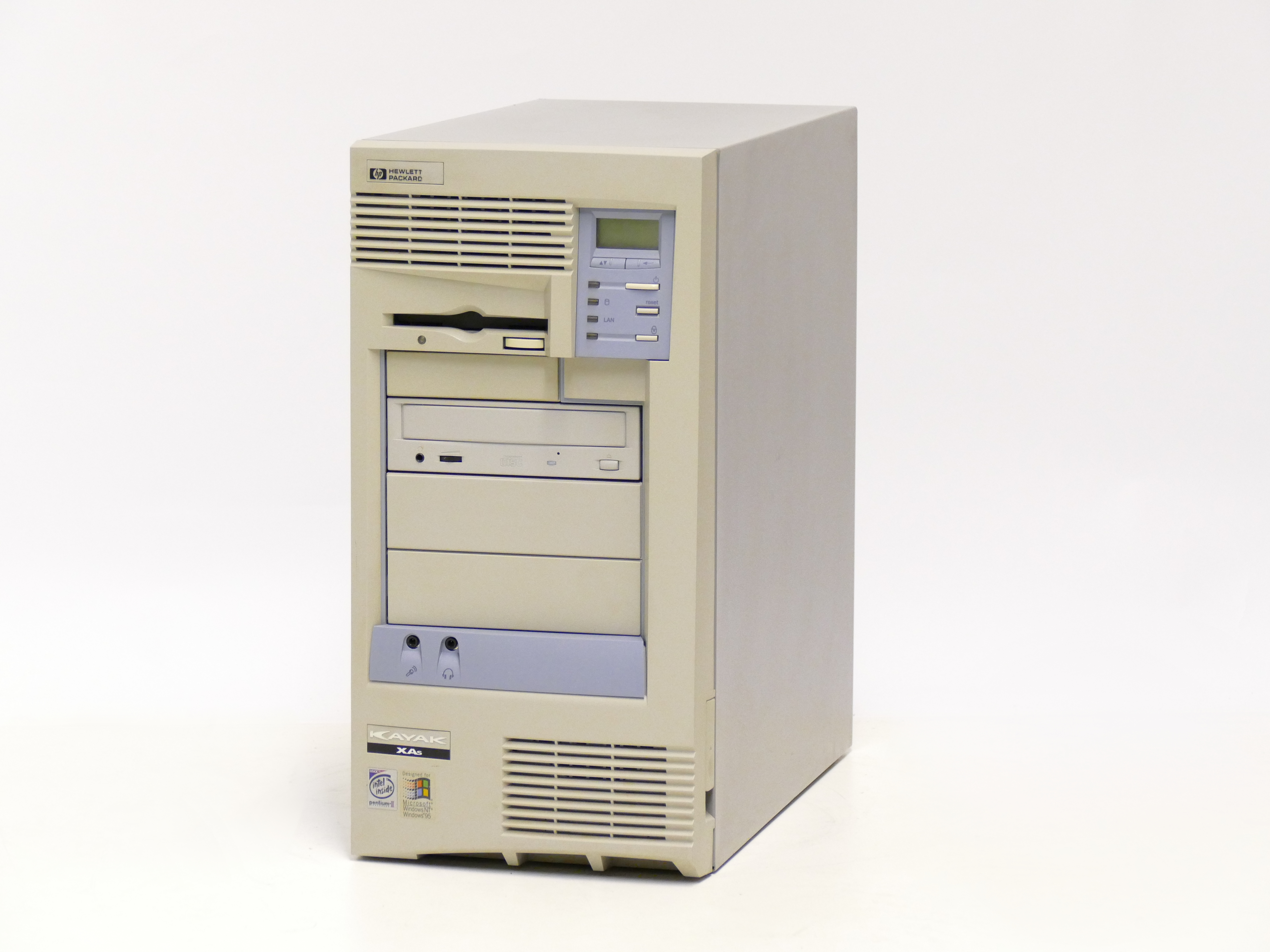
Pentium II個人電腦
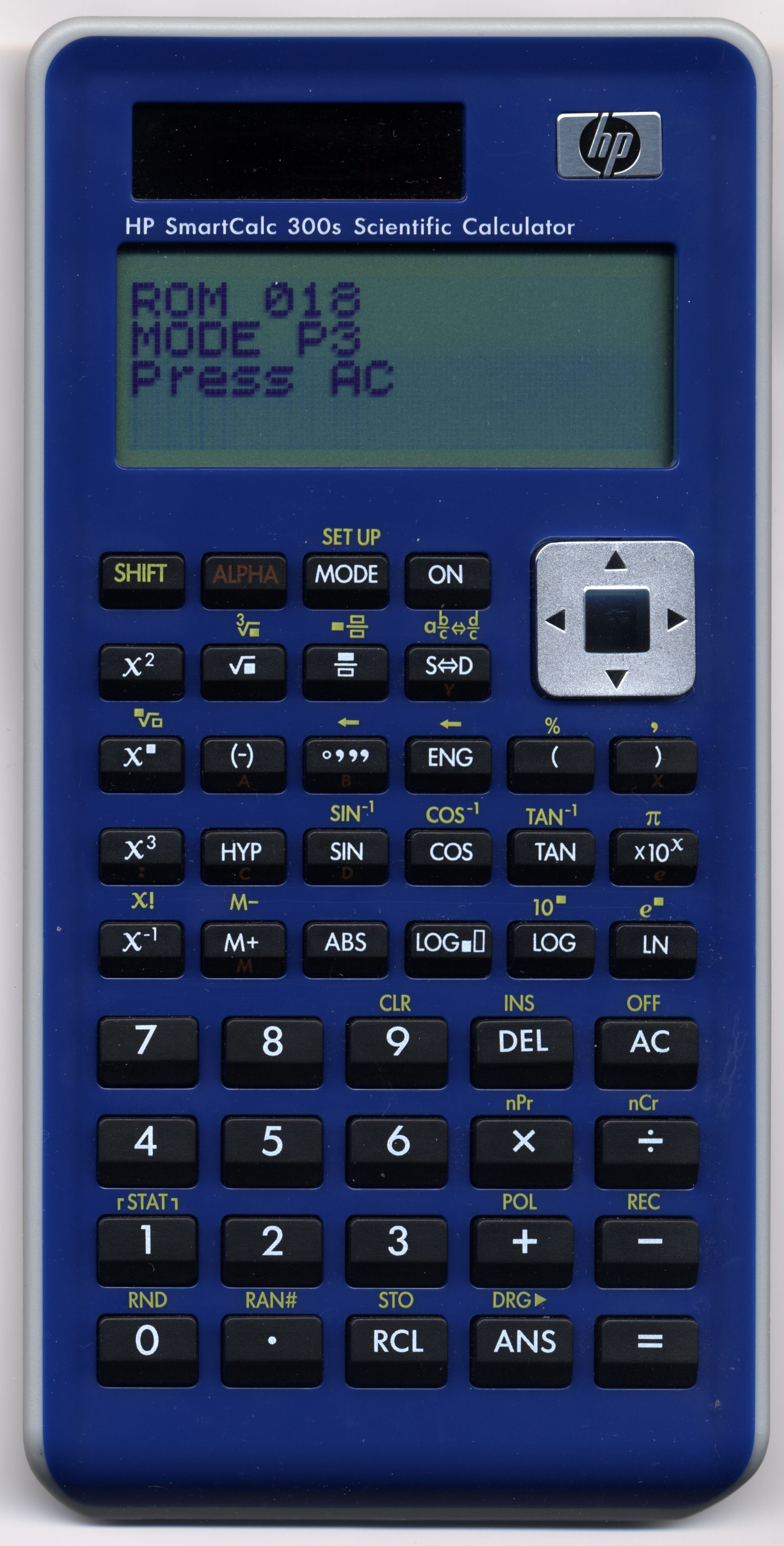
300s商用計算器
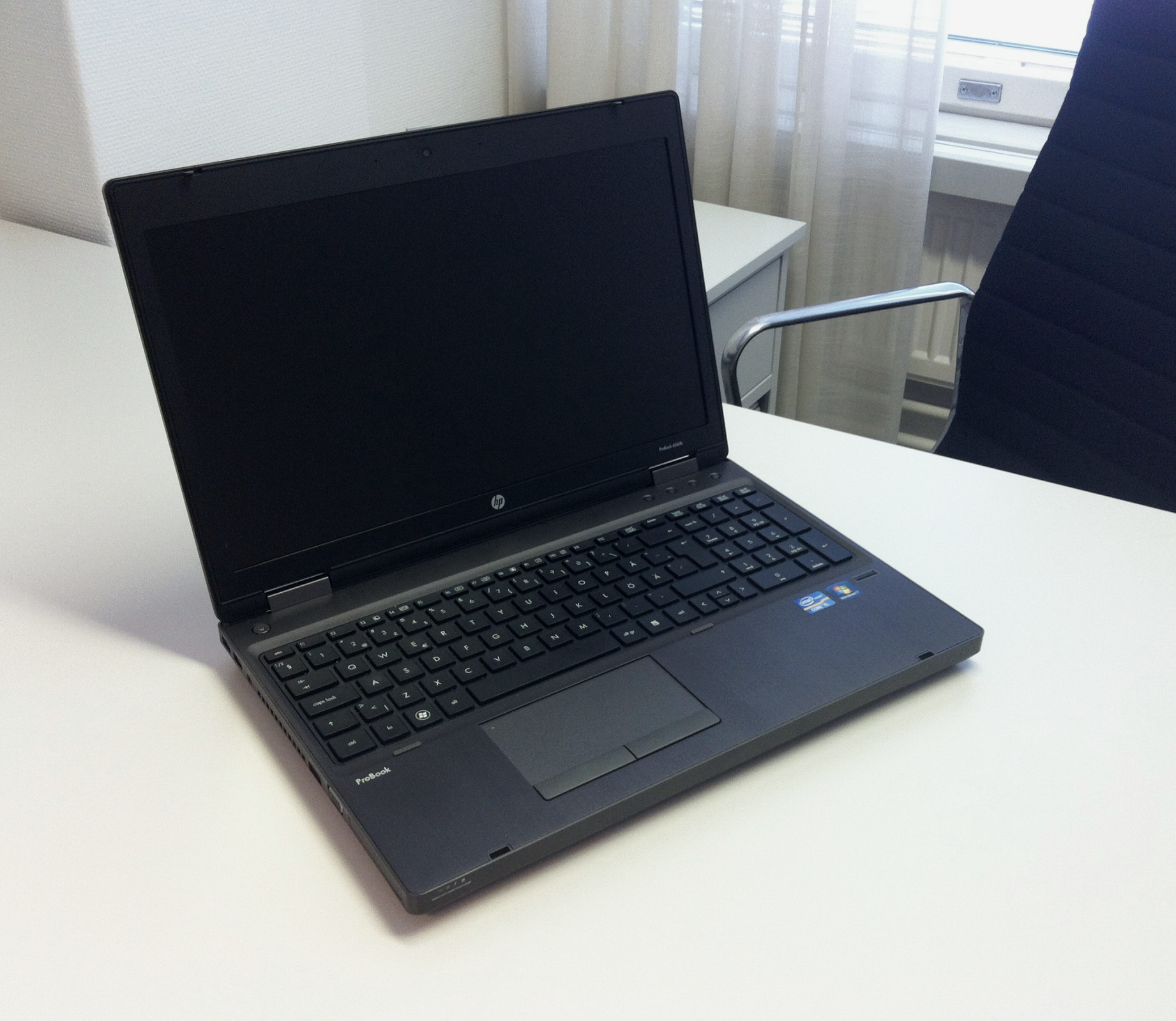
ProBook 6560b笔记本电脑